# Mistrzostwa Europy w Saneczkarstwie 2014
45. Mistrzostwa Europy w saneczkarstwie 2014 odbyły się w dniach 25 – 26 stycznia w łotewskiej Siguldzie. W tym mieście mistrzostwa kontynentu zostały rozegrane po raz trzeci (poprzednio w 1996 oraz 2010). Zawodnicy
rywalizowali w czterech konkurencjach: jedynkach kobiet, jedynkach mężczyzn, dwójkach mężczyzn oraz w zawodach drużynowych.

## Terminarz
| Data             | Miejscowość | Konkurencja      | Złoto                                                                         | Srebro                                                    | Brąz                                                                      |
| ---------------- | ----------- | ---------------- | ----------------------------------------------------------------------------- | --------------------------------------------------------- | ------------------------------------------------------------------------- |
| 25 stycznia 2014 | Sigulda     | Jedynki kobiet   | Natalja Choriewa                                                              | Tatjana Iwanowa                                           | Dajana Eitberger                                                          |
| 26 stycznia 2014 | Sigulda     | Jedynki mężczyzn | Armin Zöggeler                                                                | Johannes Ludwig                                           | Dominik Fischnaller                                                       |
| 25 stycznia 2014 | Sigulda     | Dwójki mężczyzn  | Włochy Christian Oberstolz Patrick Gruber                                     | Rosja Władisław Jużakow Władimir Machnutin                | Austria Andreas Linger Wolfgang Linger                                    |
| 26 stycznia 2014 | Sigulda     | Drużynowe        | Rosja Natalja Choriewa Albert Diemczenko Władisław Jużakow Władimir Machnutin | Łotwa Elīza Tīruma Mārtiņš Rubenis Andris Šics Juris Šics | Włochy Sandra Gasparini Armin Zöggeler Christian Oberstolz Patrick Gruber |

## Wyniki

### Jedynki kobiet
- Data / Początek: Sobota 25 stycznia 2014

| Medal | Zawodniczka          | Narodowość | 1. zjazd | 2. zjazd | Czas     | Strata |
| ----- | -------------------- | ---------- | -------- | -------- | -------- | ------ |
|       | Natalja Choriewa     | Rosja      | 42,176   | 41,979   | 1:24,155 | –      |
|       | Tatjana Iwanowa      | Rosja      | 42,159   | 42,166   | 1:24,325 | +0,170 |
|       | Dajana Eitberger     | Niemcy     | 42,333   | 42,111   | 1:24,444 | +0,289 |
| 4.    | Jekatierina Baturina | Rosja      | 42,312   | 42,138   | 1:24,450 | +0,295 |
| 5.    | Aleksandra Rodionowa | Rosja      | 42,313   | 42,179   | 1:24,492 | +0,337 |
| 6.    | Natalie Burkhardt    | Niemcy     | 42,464   | 42,145   | 1:24,609 | +0,454 |
| 7.    | Elīza Tīruma         | Łotwa      | 42,423   | 42,189   | 1:24,612 | +0,457 |
| 8.    | Sandra Gasparini     | Włochy     | 42,424   | 42,213   | 1:24,637 | +0,482 |
| 9.    | Martina Kocher       | Szwajcaria | 42,479   | 42,173   | 1:24,652 | +0,497 |
| 10.   | Miriam Kastlunger    | Austria    | 42,522   | 42,211   | 1:24,733 | +0,578 |
| ...   | ...                  | ...        | ...      | ...      | ...      | ...    |
| 16.   | Ewa Kuls             | Polska     | 43,083   | 42,858   | 1:25:941 | +1,786 |

### Jedynki mężczyzn
- Data / Początek: Niedziela 26 stycznia 2014

| Medal | Zawodnik               | Narodowość | 1. zjazd | 2. zjazd | Czas     | Strata |
| ----- | ---------------------- | ---------- | -------- | -------- | -------- | ------ |
|       | Armin Zöggeler         | Włochy     | 47,969   | 47,944   | 1:35,913 | –      |
|       | Johannes Ludwig        | Niemcy     | 47,988   | 48,031   | 1:36,019 | +0,106 |
|       | Dominik Fischnaller    | Włochy     | 48,073   | 48,153   | 1:36,226 | +0,313 |
| 4.    | Mārtiņš Rubenis        | Łotwa      | 48,220   | 48,143   | 1:36,363 | +0,450 |
| 5.    | Siemion Pawliczenko    | Rosja      | 48,312   | 48,170   | 1:36,482 | +0,569 |
| 6.    | Aleksandr Pierietiagin | Rosja      | 48,348   | 48,195   | 1:36,543 | +0,630 |
| 7.    | Jozef Ninis            | Słowacja   | 48,447   | 48,149   | 1:36,597 | +0,684 |
| 8.    | Thor Haug Nørbech      | Norwegia   | 48,361   | 48,246   | 1:36,607 | +0,694 |
| 9.    | Wolfgang Kindl         | Austria    | 48,485   | 48,179   | 1:36,664 | +0,751 |
| 10.   | Manuel Pfister         | Austria    | 48,525   | 48,173   | 1:36,698 | +0,785 |
| ...   | ...                    | ...        | ...      | ...      | ...      | ...    |
| 25.   | Maciej Kurowski        | Polska     | 48,629   | 48,380   | 1:37,534 | +1,621 |

### Dwójki mężczyzn
- Data / Początek: Sobota 25 stycznia 2014

| Medal | Zawodnicy                             | Narodowość | 1. zjazd | 2. zjazd | Czas     | Strata |
| ----- | ------------------------------------- | ---------- | -------- | -------- | -------- | ------ |
|       | Christian Oberstolz Patrick Gruber    | Włochy     | 41,696   | 41,692   | 1:23,388 | –      |
|       | Władisław Jużakow Władimir Machnutin  | Rosja      | 41,697   | 41,737   | 1:23,434 | +0,046 |
|       | Andreas Linger Wolfgang Linger        | Austria    | 41,775   | 41,692   | 1:23,467 | +0,079 |
| 4.    | Peter Penz Georg Fischler             | Austria    | 41,890   | 41,725   | 1:23,615 | +0,227 |
| 5.    | Andris Šics Juris Šics                | Łotwa      | 41,857   | 41,785   | 1:23,642 | +0,254 |
| 6.    | Aleksandr Dienisjew Władisław Antonow | Rosja      | 41,808   | 41,886   | 1:23,694 | +0,306 |
| 7.    | Ludwig Rieder Patrick Rastner         | Włochy     | 41,812   | 42,079   | 1:23,891 | +0,503 |
| 8.    | Oskars Gudramovičs Pēteris Kalniņš    | Łotwa      | 42,500   | 41,824   | 1:24,324 | +0,936 |
| 9.    | Lukáš Brož Antonín Brož               | Czechy     | 42,245   | 42,259   | 1:24,504 | +1,116 |
| 10.   | Robin Geueke David Gamm               | Niemcy     | 42,284   | 42,282   | 1:24,566 | +1,178 |
| ...   | ...                                   | ...        | ...      | ...      | ...      | ...    |
| 15.   | Artur Gędzius Jakub Kowalewski        | Polska     | 42,931   | 42,923   | 1:25,854 | +2,466 |
| 16.   | Artur Petyniak Adam Wanielista        | Polska     | 43,301   | 42,863   | 1:26,164 | +2,776 |

### Drużynowe
- Data / Początek: Niedziela 26 stycznia 2014

| Medal | Zawodnicy                                                               | Narodowość | Czas     | Strata |
| ----- | ----------------------------------------------------------------------- | ---------- | -------- | ------ |
|       | Natalja Choriewa/Albert Diemczenko/Władisław Jużakow/Władimir Machnutin | Rosja      | 2:13,485 | -      |
|       | Elīza Tīruma/Mārtiņš Rubenis/Andris Šics/Juris Šics                     | Łotwa      | 2:13,835 | +0,350 |
|       | Sandra Gasparini/Armin Zöggeler/Christian Oberstolz/Patrick Gruber      | Włochy     | 2:13,847 | +0,362 |
| 4.    | Miriam Kastlunger/Wolfgang Kindl/Andreas Linger/Wolfgang Linger         | Austria    | 2:14,113 | +0,628 |
| 5.    | Viera Gbúrová/Jozef Ninis/Marián Zemaník/Jozef Petrulak                 | Słowacja   | 2:15,695 | +2,210 |
| 6.    | Dajana Eitberger/Johannes Ludwig/Robin Geueke/David Gamm                | Niemcy     | 2:15,914 | +2,429 |
| 7.    | Ołena Szchumowa/Andrij Kiś/Ołeksandr Obołonczyk/Roman Zacharkiw         | Ukraina    | 2:17,964 | +4,479 |
| DSQ   | Vendula Kotenová/Ondřej Hyman/Lukáš Brož/Antonín Brož                   | Czechy     |          |        |
| DSQ   | Ewa Kuls/Maciej Kurowski/Artur Gędzius/Jakub Kowalewski                 | Polska     |          |        |

## Klasyfikacja medalowa
| Miejsce | Państwo |   |   |   | Razem |
| ------- | ------- | - | - | - | ----- |
| 1.      | Rosja   | 2 | 2 | 0 | 4     |
| 2.      | Włochy  | 2 | 0 | 2 | 4     |
| 3.      | Niemcy  | 0 | 1 | 1 | 2     |
| 4.      | Łotwa   | 0 | 1 | 0 | 1     |
| 5.      | Austria | 0 | 0 | 1 | 1     |